# Androidworld
Androidworld is een Nederlandstalige nieuwswebsite gericht op gebruikers van het Android-ecosysteem. De site publiceert dagelijks nieuws, reviews, tips, achtergrondartikelen en koopadvies over smartphones, apps, wearables en smart home. Het heeft een actieve community van gebruikers en techliefhebbers.

## Geschiedenis
Androidworld is in november 2008 opgericht door Ruud Caris en Dimitry Vleugel en draaide in de begintijd grotendeels op vrijwilligers. Later kwam de site in handen van eMense, de uitgever van IGN Benelux en NieuwDezeWeek. Volgens Dimitry Vleugel paste een techsite niet goed meer in het portfolio en in januari 2024 werd de website overgenomen door BigSpark, waarmee de site onderdeel werd van het Think‑Tech-platform van F&L Media. Na de overname bleef de redactie grotendeels intact, terwijl de technische en commerciële structuren geïntegreerd werden met BigSpark en F&L Media.

## Inhoud en bereik
Androidworld richt zich met name op Android-nieuws, software-updates, accessoires, apps, smartwatches en mobiele abonnementen. Volgens een casebeschrijving via Apperium bereikt het platform maandelijks meer dan 1 miljoen unieke bezoekers en zo’n 4,5 miljoen paginaweergaven. Meer dan tachtig procent komt uit Nederland.
De mediakit van BigSpark vermeldde anno 2024 een bereik van 1 miljoen unieke bezoekers per maand. Daarmee is het aanzienlijk kleiner dan Android Planet van dezelfde uitgever, dat volgens eigen opgave 1,9 miljoen bezoekers trekt. Similarweb gaf voor juli 2025 (een vakantiemaand) 1 miljoen bezoekers aan, tegen 1,3 miljoen voor Android Planet. Androidworld had een bounce rate van 47%, iets lager en gunstiger dan de 50% van Android Planet.